# Abejones
Abejones là một đô thị thuộc bang Oaxaca, México. Năm 2005, dân số của đô thị này là 1144 người.